# Poto (Moyohilir)
Poto is een bestuurslaag in het regentschap Sumbawa van de provincie West-Nusa Tenggara, Indonesië. Poto telt 2514 inwoners (volkstelling 2010).